# TGV 001
TGV 001 — французский высокоскоростной газотурбинный поезд. Самый первый поезд из серии TGV. Построен в 1972 году. Вскоре поезд удалось разогнать до 318 км/ч, что стало мировым рекордом. Позже поезд использовался как экспериментальный до 1978 года. В 1981 поезд разобрали, а 2 головных вагона поставили как памятники.

## Память
Памятники поезду поставлены:
- T 001 48°36′53″ с. ш. 7°43′38″ в. д.HGЯO

Бишхайм
- T 002 47°38′35″ с. ш. 6°53′24″ в. д.HGЯO

Бельфор